# Švestková (Praha)
Švestková je ulice v katastrálním území Hloubětín a Kyje na Praze 14. Začíná na ulici Podedvorské a má slepé zakončení. Od východu do ní postupně ústí Matenská a pak ji protíná Třešňová, která tvoří hranici katastrálního území. Ulice má přibližný západovýchodní průběh.
Vznikla a byla pojmenována v roce 1995. Nazvána je podle švestky, botanicky slivoně domácí nebo švestky domácí (latinsky Prunus domestica), stromu z čeledi růžovitých. Název ulice patří do velké skupiny hloubětínských ulic pojmenovaných podle stromů a jejich plodů. Do stejné skupiny patří např. Jívová, Mandloňová nebo Smrková.
Zástavbu tvoří přízemní a jednopatrové rodinné domy se zahradami. V kyjském (východním) úseku je povrch ulice asfaltový a chodník je ze zámkové dlažby, v hloubětínském (západním) úseku je povrch ulice štěrkový a není tam chodník.